# Britanska kopenska vojska
Britanska kopenska vojska (angleško British Army) predstavlja kopensko komponento oboroženih sil Združenega kraljestva. 
Ustanovljena je bila leta 1707 z združitvijo angleških in škotskih kopenskih enot.